# 普图纳加拉姆
普图纳加拉姆（Puthunagaram），是印度喀拉拉邦Palakkad县的一个城镇。总人口16367（2001年）。

## 人口
该地2001年总人口16367人，其中男性8131人，女性8236人；0—6岁人口1913人，其中男982人，女931人；识字率73.37%，其中男性为79.62%，女性为67.20%。